# Єгудін Валерій Григорович
Валерій Григорович Єгудін (1937–2007) — радянський російський оперний співак, театральний режисер, педагог . Народний артист СРСР (1983).

## Життєпис
Валерій Єгудін народився 29 серпня 1937 року в Котовську (нині — Подольськ Одеської області).
Навчався у вечірній школі, потім в Красноярському обліково-плановому технікумі, де брав участь у самодіяльності: спів, конферанс, читання віршів, пародій, участь в драматичних постановках. У 1958 році отримав розподіл на роботу до тресту «Новосибірськвугілля»
У 1965 році закінчив Новосибірську консерваторію імені М. І. Глінки (клас А. П. Здановича та Л. Я. Хинчин).
З 1961 по 1963 роки — артист допоміжного складу, з 1963 по 1992 роки — соліст опери Новосибірського театру опери та балету. Всього виконав близько 60 партій. Один з найкращих виконавців оперної партії Отелло в Російській РСФР.
Як режисер відновив на сцені театру опери «Отелло» (1996) та «Пікова дама» (1998).
З 1992 по 2001 роки обіймав посаду директора Новосибірського театру опери та балету. Під його керівництвом театр досяг значних творчих успіхів, отримав категорію «Ведучий театр Росії», був удостоєний престижних премій і нагород.
Виступав на концертах.
C 1976 по 1992 роки паралельно з виступами на сцені працював завідувачем кафедри сольного співу Новосибірської консерваторії імені М. І. Глінки, з 1979 року — доцент, з 1984 — професор. Розробив курс «Історія вокального мистецтва».
Проводив майстер-класи в Академії музичних і сценічних мистецтв ім. Л. Яначека в Брно (Чехія), у Вищій школі музики Гейдельберга-Мангейма (Німеччина).
Був головою правління Новосибірського відділення Спілки театральних діячів Росії, членом правління СТД РФ .
Член КПРС з 1982 року .
Валерій Григорович Єгудін помер 4 грудня 2007 року в Новосибірську. Похований на Заєльцовському кладовищі .

### Родина
- Донька — Ольга Валеріївна Єгудіна, викладачка Новосибірської консерваторії.

## Нагороди та звання
- Заслужений артист Російської РФСР (1970[3].
- Народний артист РРФСР (1976)[4].
- Народний артист СРСР (1983)
- Орден Дружби (1995)
- Медаль «За доблесну працю в ознаменування 100-річчя від дня народження Володимира Ілліча Леніна» (1970)
- Премія «Парадиз» новосибірського відділення Спілки театральних діячів Росії за внесок в розвиток мистецтва.

## Творчість
Дебютував в партії Проповідника в опері Михайа Магіденка «Стежкою грому» в 1961 році.
Відомі партії:
- Герман («Пікова дама» Петра Чайковського)
- Каварадоссі («Тоска» Дж. Пуччіні)
- Князь («Русалка» Олександра Даргомижського)
- П'єр Безухов («Війна й мир» Сергія Прокоф'єва)
- Отелло («Отелло» Дж. Верді)
- Радамес («Аїда» Дж. Верді)
- Хозе («Кармен» Жоржа Бізе)
- Манріко («Трубадур» Дж. Верді)
- Каніо («Паяци» Руджеро Леонкавалло)
- Садко («Садко» Миколи Римського-Корсакова)
- Рульовий («Летючий голландець» Ріхарда Вагнера)
- Дон Карлос («Дон Карлос» Дж. Верді)
- Йонтек («Галька» Станіслава Монюшка)
- Де Гріє («Манон Леско» Жуля Массне)
- Вакула («Ніч перед Різдвом» Миколи Римського-Корсакова)
- Самозванець («Борис Годунов» Модеста Мусоргського)
- Олег Баян («Клоп» Едуарда Лазарєва)
- Вася («Алкініа пісня» Г. М. Іванова)
- Флорестан («Фіделіо» Людвіга ван Бетховена)
- Мишка («Не тільки любов» Родіана Щедріна)
- Дон Жуан («Дон Жуан» Вольфанга Моцарта)
- Князь Василь Голіцин («Хованщина» Модеста Мусоргського)
- Турідду («Сільська честь» П'єтро Масканьї)
- Савка («Безрідний зять» Тихона Хреннікова)

### Фільмографія
- 1969 — Алкіна пісня (фільм-опера) — вокал
- 1992 — Божевільний рейс — таксист